# Lambiek
Pour les articles ayant des titres homophones, voir Lambic et Lambique.
Lambiek est une librairie et une galerie d'art d'Amsterdam aux Pays-Bas, spécialisée dans la bande dessinée, fondée en 1968 par Kees Kousemaker(nl), et dont l'expertise dans le domaine de la bande dessinée est reconnue au niveau mondial. Son site web lambiek.net, créé en 1994, héberge la Comiclopedia, une des plus importantes encyclopédies en ligne de la bande dessinée qui regroupe plus de 13 500 biographies d'auteurs ou dessinateurs. Le site contient aussi une histoire illustrée de la bande dessinée néerlandaise.

## Origine du nom
Le nom « Lambiek » provient du nom d'un personnage (« Lambique » en français) de la série belge de bande dessinée Bob et Bobette (Suske en Wiske) créée par Willy Vandersteen.

## Histoire

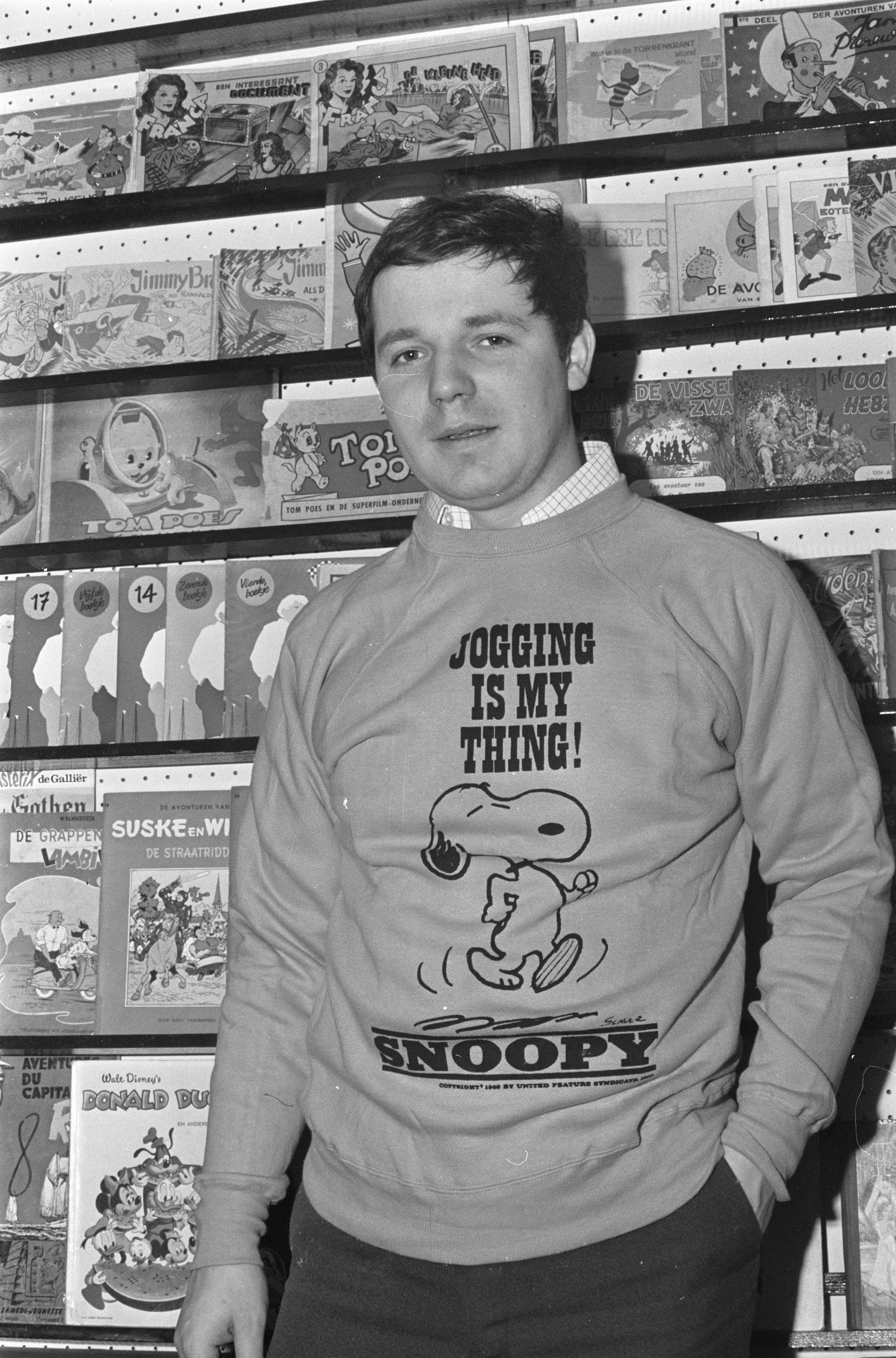
Kees Kousemaker, dans son magasin Lambiek en 1969.

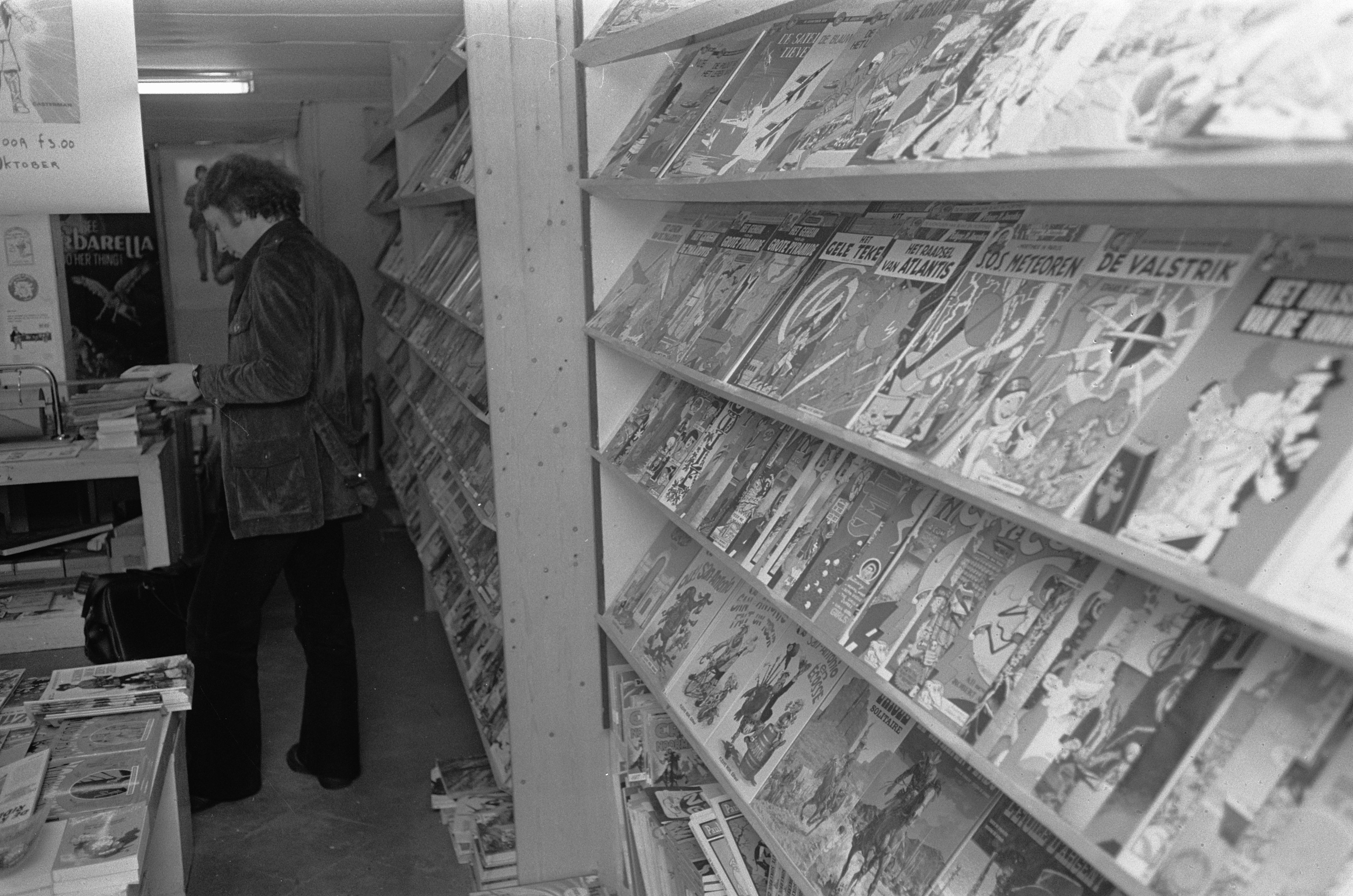
Librairie Lambiek à Amsterdam en 1973 avec des albums de Blake et Mortimer (milieu), de Buck Danny (haut), de Blueberry (bas), de Barbarella (affiche en arrière-plan)

Lambiek se présente comme la plus ancienne librairie spécialisée en bande dessinée en Europe.
De fait, Kees Kousemaker, spécialiste néerlandais de la bande dessinée, né en 1942 à Steenbergen, aux Pays-Bas a ouvert Lambiek, à Amsterdam, à la fin des années 1960, en 1968.
Un magasin de ce type existait à San Francisco, le San Francisco Comic Book Company de Gary Arlington, créé plus tôt cette même année 1968, ou en 1967 pour d'autres sources.
Un magasin de BD, plus ancien ou d'une ancienneté comparable, puisque créé en mai 1967, existait aussi à Toronto, le Memory Lane Books de George Henderson, qui était une continuation de la librairie Viking qu'il avait déjà ouverte sur un autre site au printemps 1966. Lambiek serait ainsi le troisième magasin le plus ancien, et le plus ancien en Europe. Ces trois magasins avaient en commun une forte concentration sur les bandes dessinées underground. Memory Lane Books n'existant plus depuis les années 1980, et la fermeture du magasin d'Arlington ayant suivi en 2002, Lambiek serait le plus ancien magasin de bandes dessinées connu encore en activité en 2020.
Le site web lambiek.net, hébergeant la Comiclopedia, est créé dès 1994, initialement par des fans. Kees Kousemaker a cédé le magasin à son fils Boris et à son ami Klaas Knol, qui travaillait à Lambiek depuis le début des années 1980. À partir de ce moment, il se concentre entièrement sur la Comiclopedia, à laquelle il ajoute beaucoup de matériel visuel. En 2009, on lui diagnostique un cancer. Kees Kousemaker meurt le 27 avril 2010.

## Activité
L'activité de Lambiek, comme librairie ou comme galerie, privilégie les domaines artistiques ou underground, les romans graphiques et les bandes dessinées autobiographiques. La galerie expose des œuvres d'artistes tels que Robert Crumb, Daniel Clowes, Erik Kriek, André Franquin, Tanino Liberatore et Chris Ware.